# Tragopan żółtolicy
Tragopan żółtolicy (Tragopan blythii) – gatunek ptaka z rodziny kurowatych (Phasianidae), największy z tragopanów.

## Systematyka
Wyróżniono dwa podgatunki T. blythii:
- T. blythii molesworthi – wschodni Bhutan i południowy Tybet do północno-wschodniego Asamu (północno-wschodnie Indie).
- T. blythii blythii – północno-wschodnie Indie do południowo-zachodnich Chin i Mjanmy.

## Występowanie
Północno-wschodnie Indie, północno-zachodnia Mjanma i południowy Tybet.

## Opis
Długość ciała: samce 65–70 cm, samice 58–59 cm.
Koguty mają żółte lica, ubarwieniem przypomina tragopana czerwonego, szyja czerwona, pierś szaroczerwona, grzbiet brązowy z licznymi białymi kropkami. Kury podobne do samic tragopana czerwonego tylko ciemniejsze. Podgatunek T. b. molesworthi jest ciemniejszy, szare pióra na piersi są bardziej blade i sięgają wyżej niż u T. blythii blythii.
Rozmnażanie w drugim roku, ilość jaj 2–4, czas wysiadywania 28 dni.

## Status
Międzynarodowa Unia Ochrony Przyrody (IUCN) uznaje tragopana żółtolicego za gatunek narażony (VU – vulnerable) nieprzerwanie od 1994 roku; wcześniej (od 1988 roku) miał on status gatunku zagrożonego (T – threatened). Liczebność populacji szacuje się na 2,5–10 tysięcy dorosłych osobników. Trend liczebności populacji uznaje się za spadkowy. Podgatunek T. b. molesworthi jest dużo rzadszy niż podgatunek nominatywny.